# Sericostoma herakles
Sericostoma herakles är en nattsländeart som beskrevs av Malicky 1999. Sericostoma herakles ingår i släktet Sericostoma och familjen krumrörsnattsländor. Inga underarter finns listade i Catalogue of Life.